# Diatenes quadrisignata
Diatenes quadrisignata là một loài bướm đêm trong họ Noctuidae.